# Đuro Macut
Đuro Macut (em sérvio: Ђуро Мацут; nascido em 22 de novembro de 1963) é um endocrinologista e acadêmico sérvio, atual primeiro-ministro da Sérvia desde 16 de abril de 2025. Nascido em Belgrado, Macut formou-se na Faculdade de Medicina da Universidade de Belgrado em 1989, obtendo posteriormente doutorado na mesma instituição. Iniciou sua carreira como endocrinologista e pesquisador, tornando-se professor de medicina interna e endocrinologia em 2013. Apesar de não ser filiado a nenhum partido político, Macut tornou-se um dos membros fundadores do movimento populista Movimento Popular pelo Estado, liderado pelo presidente Aleksandar Vučić, em 2025.

## Vida pregressa e carreira
Đuro Macut nasceu em 22 de novembro de 1963 em Belgrado, RS Sérvia, RFJI. Graduou-se na Faculdade de Medicina da Universidade de Belgrado em 1989, obtendo mestrado em 1995 e doutorado em 1999.
Como endocrinologista, Macut especializou-se em metabolismo, tumores neuroendócrinos e síndrome dos ovários policísticos (SOP). Tornou-se professor de medicina interna e endocrinologia em 2013 e diretor da Clínica de Endocrinologia, Diabetes e Doenças Metabólicas do Centro Clínico Universitário da Sérvia. Também atuou como professor visitante na Universidade de Atenas e na Faculdade de Medicina da Universidade de Skopje.
Membro ativo da Sociedade Europeia de Endocrinologia (SEE) desde 2016, Macut integrou diversos comitês e presidiu grupos de trabalho sobre SOP. Entre 2016-2020, representou o Conselho de Sociedades Afiliadas da SEE no Comitê Executivo. Em 2020, foi eleito membro titular do Comitê Executivo e tesoureiro da SEE.

## Atuação política
Macut manifestou apoio ao Partido Progressista Sérvio nas eleições parlamentares sérvias de 2023, embora não seja filiado partidário. Participou como orador em comício do Movimento Popular pelo Estado em Jagodina (janeiro/2025) e tornou-se fundador do movimento em março seguinte. Opôs-se aos protestos estudantis anticorrupção em curso desde 2024.

## Primeiro-ministro
Após a renúncia de Miloš Vučević, Macut foi indicado pelo presidente Vučić como mandatário para formar novo governo em 6 de abril de 2025, tornando-se o terceiro independente no cargo após Mirko Cvetković e Ana Brnabić.
Seu gabinete, anunciado em 14 de abril, tem como vice-premiês Siniša Mali, Ivica Dačić e Adrijana Mesarović, incluindo vários independentes ligados ao NPZD. Foi aprovado pela Assembleia Nacional da Sérvia em 16 de abril com 153 votos, após apresentar programa enfatizando superação de divisões sociais.
Analistas como Dušan Spasojević e Cvijetin Milivojević argumentam que Macut terá autonomia limitada, com Vučić mantendo influência decisória. Dejan Bursać do Instituto de Filosofia e Teoria Social da Universidade de Belgrado destacou que, apesar de incluir acadêmicos, o governo permanece controlado pelo SNS através de ministérios-chave. A Reuters corroborou que Vučić manterá papel central.

## Vida pessoal
Macut é casado e tem um filho. Recebeu a Ordem da Estrela de Karađorđe em 2024.